# Музей современного искусства (Линц)
«Лентос» — музей современного искусства, находящийся в городе Линц (Австрия). Здание музея, построенное мастерской Weber & Hofer, составляет 130 метров в длину и расположено вблизи Дуная. Оно является архитектурной достопримечательностью города Линц, благодаря уникальности проекта. Фасад здания представляет собой сложную систему стеклянных панелей, создающих в дневное время эффект прозрачности и лёгкости. В ночное время на стенах музея загорается неоновая подстветка, меняющая цвет, что эффектно смотрится на фоне ночного города. Коллекция музея представляет большую ценность.

## История
Музей «Лентос» является правопреемником Новой галереи Линца, созданной после Второй мировой войны на основе коллекции Вольфганга Гурлитта, включавшей в себя произведения Эгона Шиле, Оскара Кокошки и Эмиля Нольде. В 2003 году мастерской Weber & Hofer было построено новое здание музея, и он получил новое название.
После нескольких лет рассмотрения требования о реституции в 2009 году музей «Лентос» передал наследникам законной владелицы конфискованный после аншлюса портрет Рии Мунк III работы Густава Климта, который был позднее продан с аукциона «Кристис» в частное собрание за 18,8 млн фунтов стерлингов.

## Коллекция

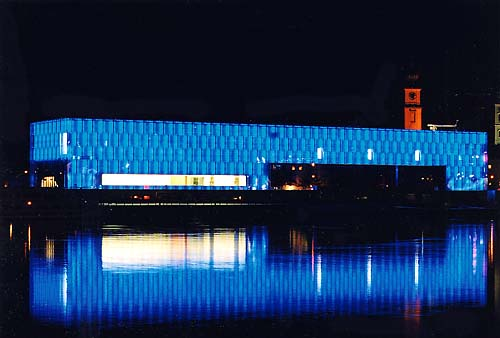
«Лентос» ночью

Музейная коллекция составляет 10 000 картин, 850 фотографий, 1500 скульптур и других объектов. Наиболее ранние объекты принадлежат первой половине XIX века. Из более поздних художников представлены: Карел Аппель, Энди Уорхол и Готфрид Хельнвайн. Коллекция постоянно пополняется.

## Деятельность
При музее работают библиотека, ресторан, образовательный центр.